# Idris sucidus
Idris sucidus är en stekelart som beskrevs av Kononova 2001. Idris sucidus ingår i släktet Idris och familjen Scelionidae. Inga underarter finns listade i Catalogue of Life.